# Teoria da regência e da ligação
Regência e ligação(GB, GBT) é uma teoria de sintaxe e uma gramática de estrutura frasal (em contraponto as gramáticas de dependência)  seguindo a tradição da gramática transformacional desenvolvida principalmente por Noam Chomsky nos anos 1980s. Esta teoria é uma revisão radical de suas teorias anteriores e foi posteriormente revisada em Programa Minimalista(1995) e em inúmeros artigos subsequentes, sendo o último Three Factors in Language Decision (2005). Embora haja uma grande literatura sobre a teoria da regência e encadeamento que não foi escrita por Chomsky, os artigos de Chomsky tem sido os primeiros em definir a área de pesquisa.
O nome "teorias da regência e da ligação" se refere a duas subteorias centrais: regência, que é uma relação sintática abstrata aplicável, entre outras coisas, para a tarefa de definir a função da palavra dentro da frase (caso gramatical); e ligação, que lida principalmente com as relações entre pronomes e as expressões com o quê eles estão co-referenciados. GB foi a primeira teoria a ser baseada nos modelos de princípios e parametros da linguagem, que também está na base dos desenvolvimentos posteriores dos programas minimalista.

## Regência
A principal aplicação da relação de regência se deve a definição de função da palavra dentro da frase. Regência é definida a seguir:
A Rege B se e somente se
- A é um regente e
- A m-comanda B e
- Não há barreiras de intervenção entre A e B.

Regentes são protagonistas das categorias léxicas (V, N, A, P) e tencionadas I (T). A m-comanda B se A não domina B e B não domina A e a primeira projeção máxima de A domina B, onde a projeção máxima de um protagonista X é XP. Isto significa que por exemplo em uma estrutura como a seguinte, A m-comanda B, mas B não m-comanda A:
em adição, a barreira é definida a seguir: uma barreira é qualquer nó Z de tal modo que
- Z é um potencial regente de B e
- Z c-comanda B e
- Z não c-comanda A

A relação de regência faz com que a definição de função da palavra na frase seja não-ambígua. A arvore diagrama abaixo ilustra como DPs são regidas e as funções das palavras são definidas por seus elementos que os regem:
Outra aplicação importante da relação de regência limita a ocorrência e identifica os caminhos como os Princípios de Categorias Vazias os reque para que sejam devidamente regidos.

## Ligação
A teoria da ligação pode ser definida como a seguir:
- Um elemento α se liga a um elemento β se e somente se α c-comanda β, e α e β corefer.

Considere a sentença "Johni saw hisi mother", que é diagramado abaixo usando-se simples arvores de estrutura frasal.
O NP "John" c-comanda "his" porque o primeiro pai de NP, S, contém "his".  "John" e "his" também é coreferencial (eles se referem a mesma pessoa), portanto "John" liga "his".
Por outro lado, em uma sentença não gramatical "*The mother of Johni likes himselfi", "John" não c-comanda "himself", então eles não possuem relação de ligação apesar do fato de que eles corefer.
A importância da ligação é demonstrada na gramaticidade da sentença seguinte:
1. *Johni saw himi.
2. Johni saw himselfi.
3. *Himselfi saw Johni.
4. *Johni saw Johni.

A ligação é usada, juntamente com os princípios particulares de ligação, para explicar a não-gramaticidade dessas declarações. As regras de aplicabilidade são chamadas Princípio de ligação A, Princípio de ligação B, Princípio de ligação C.
- Princípio A: Uma anáfora (reflexiva ou recíproca, como "um ao outro") deve ser ligada em sua categoria de regência (a grosso modo, a sua cláusula).

Uma vez que "himself" não é c-comandada por "John" na sentença [3], o Princípio A é violado.
- Princípio B:  um pronome deve ser livre (i.e., não ligado) dentro de sua categoria de regência (a grosso modo, a sua cláusula).

Na sentença [1], "him" está ligado por "John", violando o Princípio B.
- Princípio C: uma R-expressão deve ser livre (i.e., não ligada). R-expressões (por exemplo, "the dog" ou "John") são expressões de referência: ao contrário de pronomes e anáforas, eles se referem de forma independente, i.e., escolher entidades em um mundo.

Em sentença [4], a primeira instância de "John" liga a segunda, violando o Princípio C.
Note que os princípios A e B reference as "categorias de governança" - dominios que limitam o escopo de ligação. A definição de categorias de governança que são apresentados em Lectures on Government and Binding são complexas, mas em maioria dos casos as categorias de governança são essencialmente a clausula minima ou de complexidade NP.

## Outras leituras
- Liliane Haegeman (1994). Introduction to Government and Binding Theory (Second Edition). Blackwell.